# كروتون فضي
كروتون فضي (الاسم العلمي:Croton argenteus) هو نوع نباتي يتبع جنس الكروتون من فصيلة الحلابية.